# Onthophagus nammuldi
Onthophagus nammuldi är en skalbaggsart som beskrevs av Matthews 1972. Onthophagus nammuldi ingår i släktet Onthophagus och familjen bladhorningar. Inga underarter finns listade i Catalogue of Life.